# Saint-Saud-Lacoussière
Saint-Saud-Lacoussière è un comune francese di 880 abitanti situato nel dipartimento della Dordogna nella regione della Nuova Aquitania.

## Società

### Evoluzione demografica
Abitanti censiti